# Зал Вікторії (Женева)
Зал Вікторії (англ. The Victoria Hall) — концертний зал розміщений у центрі Женеви, Швейцарія. В наш час зал Вікторії використовується в основному для класичної музики.

## Історія
Будівля була побудована в 1891—1894 рр. за проєктом архітектора Джона Камолетті. Побудову залу замовив і фінансував пристрасний любитель музики — консул Англії, Денієл Фіцджеральд Пакенем Бартон (1850—1907), який присвятив його своїй королеві Вікторії. Перший камінь був закладений 18 жовтня 1891 року, а відкриття відбулося 28 листопада 1894 концертом духового оркестру «Водна гармонія» (Harmonie Nautique). Консул, який проживав у Женеві з часів своєї юності і мав чималі статки, у 1904 році подарував будівлю містові.

## Архітектура
Фасад будівлі побудований у стилі модерн і складається з трьох частин. Бічні частини мають вигляд веж, на стінах яких написані 16 прізвищ видатних композиторів. Вхідні двері розміщені в центральній частині. Облямува́ння дверей увінчане сімейним гербом Бартонів і Пілів. Над гербом розміщена скульптура алегорії Гармонії, роботи Джозефа Масаротті. Обабіч скульптури розміщені дві монументальні колони іонійського ордеру, що поділяють на три частини фальшиву лоджію темно-червоного кольору з рослинними гірляндами. Колони підтримують архітрав, на якому золотими буквами написано «VICTORIA HALL».

## Зал глядачів
Оформлення вестибюля будівлі дуже просте і контрастує з декоративною пишністю концертного залу у стилі рококо з великою кількістю позолоти на темно-червоному фоні. Зал може вмістити від 1499 (звичайно) до 1644 (максимально) слухачів. У ньому є партер оточений ложами та амфітеатром і дві галереї (балкони). За сценою є подіум у формі сходів, на яких можна розмістити місця для 110 глядачів. Однак, на відповідальних концертах, для забезпечення якісного звучання, ці місця не продаються. За сценою розміщений орган.

## Пожежа 1984 року
16 вересня 1984 року внаслідок пожежі був частково зруйнований інтер'єр залу. Пожежа вибухнула на подіумі і сильно пошкодила сцену, повністю згорів орган, ударні інструменти. Ремонтні роботи тривали три роки. Вдруге зал зазнав реконструкції у 2006 році для поліпшення комфорту глядачів та музикантів.

## Орган
Перший орган був виготовлений швейцарською компанією з виробництва органів Карла Теодора Куна (1865-1925), що базується в Меннедорфі в кантоні Цюрих. У 1949 році орган був замінений великим неокласичним інструментом, який був знищений під час пожежі 1984 року.
Орган, який стоїть зараз, був побудований на нідерландській фірмі Яна ван ден Хевеля у 1992 році за французькою традицією в стилі Аристида Кавайе-Коля. Великий симфонічний інструмент має 71 регістр, розділений на чотири ручні клавіатури та педаль (клавіатуру для ніг).